# Martin van Duren
Martin ("Mart") van Duren (Nijmegen, 27 oktober 1964) is een voormalig Nederlands profvoetballer.
Van Duren begon zijn profcarrière bij PSV in het seizoen 1982/83. Hij speelde twee seizoenen bij de Eindhovense club, maar slaagde er niet in om een basisplaats te veroveren. In het seizoen 1984/85 stapte hij over naar de Belgische eersteklasser Racing Jet Brussel. Aan het einde van het seizoen degradeerde hij met deze club naar de tweede klasse. Het seizoen 1985/86 begon Martin van Duren bij Racing Jet, maar in de loop van dat seizoen stapte hij over naar FC Den Bosch. Daar speelde hij 5 seizoenen, totdat de club in 1990 degradeerde naar de eerste divisie. Martin van Duren stapte over naar FC Groningen, waar hij ruim drie seizoenen speelde. Hij beëindigde daarna zijn carrière in Zwitserland.
In 1989 speelde hij eenmaal voor het Nederlands B-voetbalelftal.

## Clubstatistieken
| Seizoen  | Club               | Land        | Duels | Goals |
| -------- | ------------------ | ----------- | ----- | ----- |
| 1982/'83 | PSV                | Nederland   | 11    | 3     |
| 1983/'84 | PSV                | Nederland   | 11    | 1     |
| 1984/'85 | Racing Jet Brussel | België      | 28    | 10    |
| 1985/'86 | Racing Jet Brussel | België      | 16    | 12    |
| 1985/'86 | FC Den Bosch       | Nederland   | 12    | 1     |
| 1986/'87 | FC Den Bosch       | Nederland   | 24    | 4     |
| 1987/'88 | FC Den Bosch       | Nederland   | 31    | 8     |
| 1988/'89 | BVV Den Bosch      | Nederland   | 34    | 15    |
| 1989/'90 | BVV Den Bosch      | Nederland   | 31    | 5     |
| 1990/'91 | FC Groningen       | Nederland   | 26    | 2     |
| 1991/'92 | FC Groningen       | Nederland   | 29    | 7     |
| 1992/'93 | FC Groningen       | Nederland   | 29    | 5     |
| 1993/'94 | FC Groningen       | Nederland   | 7     | 1     |
| 1994/'95 | FC Basel           | Zwitserland | 15    | 1     |
| Totaal   | Totaal             | Totaal      | 304   | 75    |